# Myroxylon coriaceum
Myroxylon coriaceum là một loài thực vật có hoa trong họ Đậu. Loài này được (Poit.) Kuntze miêu tả khoa học đầu tiên năm 1891.